# (3211) Louispharailda
(3211) Louispharailda est un astéroïde de la ceinture principale.

## Description
(3211) Louispharailda est un astéroïde de la ceinture principale. Il fut découvert le 10 février 1931 à Williams Bay par George Van Biesbroeck. Il présente une orbite caractérisée par un demi-grand axe de 2,74 UA, une excentricité de 0,25 et une inclinaison de 10,5° par rapport à l'écliptique.

## Compléments